# Balázs Ádám (zeneszerző)
Balázs Ádám (Budapest, 1973. április 14. –) magyar, Los Angelesben és Budapesten élő filmzeneszerző.

## Életpályája
Édesapja Balázs Árpád zeneszerző, édesanyja Malovecz Ágnes, ének-zene tanár és kóruskarnagy.
Hétévesen, zeneiskolában kezdett el zongorázni és 16 évesen már eldöntötte, hogy filmzeneszerző lesz. Ebben jelentős szerepet játszott különleges személyes kapcsolata Ennio Morricone-val és Henry Mancini-vel.
Az Eötvös Loránd Tudományegyetem angol nyelv és irodalom szakán diplomázott 1997-ben, ahol még egy évig tanársegédként oktatott amerikanisztika szakon. Eközben 1993–1994 között ösztöndíjjal a fultoni Westminster Egyetemen tanult, ahol Churchill híres „vasfüggönyös”-beszéde elhangzott korábban. Első önálló szerzői bemutatkozása is itt történt.
Az egyetemi tanulmányokkal párhuzamosan felvették a Bartók Béla Konzervatóriumba, ahol Kocsár Miklós tanítványaként szerzett zeneszerzői végbizonyítványt.

### Az amerikai évek
1998-ban New Yorkba, majd 8 év után Los Angelesbe költözött. Egy merész gondolattal a New York-i filmegyetemen ingyen zeneszerzést vállalt a hallgatóknak. Zenéivel olyan elégedettek voltak, hogy hamarosan profi produkciókhoz szerződtették. Felkérték a Cinemax mozicsatorna megújuló zenei arculattervezésére, majd a HBOnál is hasonló munkát kapott.
Az áttörést Seth Grossman sok fesztiválon győztes, kis híján az Oscar-díjra is jelölt Shock Act című rövidfilm zenéje hozta meg számára 2004-ben. Ő szerezte a Pillangó-hatás és Az elefántkirály zenéjét is.
Az 1956-os forradalom 50. évfordulója alkalmából felkérést kapott a New York-i főkonzulátustól egy nagyzenekari szimfonikus költemény elkészítésére, melyet Hősök útja (angolul Path of the Extraordinary) címen a Yale Philharmonia adta elő 2006. október 15-én a Carnegie Hallban a világhírű koreai-amerikai főzeneigazgató-karmester Shinik Hahm vezényletével. Bartók Béla 1944-es fellépése óta ő volt az első magyar zeneszerző, aki világpremiert tartott ott.

### Újra itthon
A 2010-es években visszaköltözött Budapestre azért, hogy az Amerikai Egyesült Államokban született, addig iskolában ott tanult két gyermeke megismerkedhessen a magyar nyelvvel, kultúrával.
Dolgozott magyar televíziós krimikben, szerzett zenét Enyedi Ildikó, a 67. Berlinale fesztiválon Arany Medve díjjal is elismert – majd Oscar-díjra jelölt – Testről és lélekről című játékfilmjéhez, és az ugyancsak Enyedi-rendezte A feleségem története című mozihoz.
Deák Kristóf Oscar-díjas Mindenki című rövidfilmjének komponistája is ő volt, de írt ma már önálló életet élő betétdalt az Egynyári kaland ifjúsági sorozatnak (Örökké, Köszönöm szépen, jól vagyok). A Magyar Televízióban Zöldi Gergely versére írt Karácsonyi álom című dala rendkívül nagy sikert hozott számára, hasonlóan a Tiszeker Dániel Nagykarácsony című filmjéhez komponált vezérdalához.
Általában hagyományos hangszerekkel készíti élőzenei felvételeit, de nem zárkózik el a különleges kérésektől sem. Zomborácz Virág Utóélet című filmjéhez üres üvegekre, konzervdobozokra-, A feleségem történetéhez – Enyedi Ildikó kívánságára – valódi tengeri kagylókra írt zenét. Az utóbbiakat Gőz László harsonaművész, a Budapest Music Center alapító-igazgatója szólaltatta meg.
2018-ban az Európai Filmakadémia tagjává választotta. Ebben a minőségben számos országban vállalt zsűrimunkát versenyeken és tartott mesterkurzusokat fiatal komponistáknak (Tallinn, Szófia, Bukarest, stb.).
A Filharmónia Magyarország 2024-ben másodszor kérte fel kötelező mű írásra az Orgonák Éjszakája nemzetközivé szélesedett rendezvénysorozatra. Május 18-án 4 kontinens közel 30 országban Dél-Koreától kezdve Japánon át Törökországig és Franciaországtól Olaszországon át Kínáig vagy az Egyesült Államokig több mint száz helyszínen egy időben csendült fel a Fanfare Ungarico. Akár Guiness rekordnak is tekinthető, hogy ennyi helyszínen legyen egyszerre-egyidőben ősbemutatója ugyanazon zeneműnek.
Ugyancsak a Filharmónia Magyarország megbízásából készült a zenéjével egy nagyszabású összművészeti alkotás, az Operacinema. A mintegy ötszáz főt mozgató vállalkozás klasszikus mesterművek mai környezetbe átültetett újragondolása. Az operaházi bemutató után országos körútra indult.
2015–2016-ban először készített zenét magyar tánctársulatnak, a Feledi Project (Feledi János) Rekviem című táncelőadásához. A visszatérő főmotívum Thomas Celanus: Dies irae (Napja Isten haragjának) kezdetű éneke. A bemutató után Novák Ferenc „Tata”, a táncművészek doyenje javasolta a mű önálló zeneműként történő tovább élését, Igor Sztravinszkij műveit hozva például.
Háború és béke című nagyzenekari művét a francia sztárkarmester, Rémi Durupt vezényelte ősbemutatóként 2025 tavaszán a Zeneakadémia nagytermében és Székesfehérváron, az Alba Regia Zenekar élén.
A komponálás mellett 2014 ősze óta Fekete Gyula tanszékvezető felkérésére a Liszt Ferenc Zeneművészeti Egyetem zeneszerzés tanszékén digitális hangszerelést tanít. Több tanítványa nyert jelentős díjakat hazai és nemzetközi megmérettetésen.
Kikapcsolódásként Wahorn András képzőművész-zenész Wahorn Airport nevű, kalandzenét játszó improvizatív zenekarában billentyűzött.
Volt filmproducer és zenei hangmérnök (music supervisor) is.

## Díjai, elismerései
- Legjobb filmzene – Sacramentói Nemzetközi Filmfesztivál (Az elefántkirály, 2007)[10]
- Arany medál – rendezők választása, legnagyobb hatású nagyjátékfilmzene kategória – Park City Film Music Festival (Az elefántkirály, 2008)[11]
- Ezüst medál a kiválóságért – rövidfilm kategória – Park City Film Music Festival (Slingers, 2008)[11]
- Bronz medál – rendezők választása, legnagyobb hatású dokumentumfilm-zene kategória – Park City Film Music Festival (My Name Is Alan, and I Paint Pictures, 2008)[11]
- A Magyar Filmdíj 2020. évi  díjátadón tévéfilm kategóriában a legjobb zenéért járó elismeréssel jutalmazták a Foglyok című filmdrámához komponált munkájáért.
- A 2025. évi Francia Filmzeneszerzői Nagydíjra a rangos zsűri a „legjobb zeneszerzőnek” jelölte animációs kategóriájában. Az öt közé a cseheknek írt muzsikájával került be. (Tony, Shelly et la lumičre magique, CZ)[12]
- Birminghamban, a 2025. évi „My Name is Climate” Filmfesztiválon a „Legjobb Zeneszerző” díját nyerte el az Artery című dokumentumfilmhez komponált muzsikájával.[13]

## Művei

### Filmzenék (válogatás)
- Földön járó borászok (magyar dokumentumfilm – rendező Zöldi István, 1999)
- In Profile (lengyel tévéfilm – Lou DeCosta, 1999)
- The Fanatical Teachings of Julian Tau (amerikai rövidfilm – Adam Hammel, Keith J. Knight, 2000)
- The Gathering Storm / Gomolygó viharfelhők (angol-amerikai filmdráma, Trailer Music – HBO /Yellowgator Productions, 2002)
- Lucky Man (amerikai rövidfilm – Rafael Lima, 2002)
- Shock Act (amerikai rövidfilm – Seth Grossman, 2004)
- I Wanna Be Everything (amerikai dokumentum rövidfilm – Helena Lumme, 2004)
- Hot Lunch (amerikai nagyjátékfilm; New York, Appendix Productions – Rory Kindersley, 2005)
- Az elefántkirály (amerikai-thaiföldi filmdráma – Seth Grossman, 2006)
- Security (amerikai rövidfilm – Matthew Linnell, 2007)
- California Dreaming (Álmom, Kalifonia; amerikai vígjáték – Linda Voorhees, 2007)
- My Name Is Alan, and I Paint Pictures (amerikai dokumentumfilm – Johnny Boston, 2007)
- Arizona Seaside (amerikai dráma; Rebel Zone Films – Jens Pilegaard, 2007)
- Slingers (amerikai rövidfilm, komédia; Yellowgator Productions /ASCAP/ – Rory Kindersley, 2007)
- The Filthy War (amerikai kalandfilm – Hege László, 2007)[14]
- El camino (amerikai dráma – Erik S. Weigel, 2008)
- Butcher's Hill / Sweet Tooth (amerikai rövidfilm – Rory Kindersley, Jason Noto, 2008)
- Pillangó-hatás 3: Jelenések / The Butterfly Effect 3: Revelations (amerikai játékfilm – Seth Grossman. 2009)
- Szíven szúrt ország (magyar fikciós dokumentumfilm – Kálomista Gábor, 2009)[15]
- Keresztlécen (magyar dokumentumfilm Grosics Gyuláról – Csillag Mano, 2011)[16]
- Born and Bred (amerikai dokumentumfilm – Justin Frimmer, 2011)
- Matula kalandpark (magyar tévéfilm – Fonyó Gergely, 2011)
- Split Perfect (magyar rövidfilm – Juszt Balázs, 2012)
- The Boss (angol, magyar rövidfilm – Deák Kristóf, 2012)[17]
- March for Change: Kids Respond (angol rövid dokumentumfilm, Johnny Boston, 2012)[18]
- LAID: Life as It's Dealt (amerikai filmdráma – Andrew Rodriguez, J.D. Stimson Jr., 2013)
- Lieb Ferenc, az edelényi festő (magyar rövidfilm – M. Tóth Géza, 2013)
- A legyőzhetetlenek (magyar rövidfilm – Madarász Isti, 2013)[19]
- Hacktion / Hacktion: Újratöltve (magyar televiziós krimi-sorozat, 79 epizód – 2011–2014)
- Inner Demons (amerikai horror / misztikus thriller – Seth Grossman, 2014)[20]
- Utóélet (magyar filmdráma – Zomborácz Virág, 2014)[21]
- Attraktor (amerikai dokumentumsorozat, 10 epizód; Discovery Channel – Iván Róbert, 2014–2015)[22]
- Terápia (nagyar televíziós sorozat, 110 epizód – HBO Magyarország, 2012–2017)
- Fapad (magyar televíziós vígjátéksorozat, 24 epizód – M1 2014, Duna 2015)
- Az Árnyak / Umbre (román drámasorozat, 21 epizód – HBO Europe, 2014, 2017, 2019)
- Egynyári kaland (magyar ifjúsági vígjátéksorozat, 1-2.évad, 12 epizód – Duna, 2015-2017)
- Kliny (lengyel krimi – Jarek Kupsc, 2015)
- Csak színház és más semmi (magyar vígjátéksorozat, 1. évad, 6 epizód – Duna, 2016)
- Mindenki (magyar rövidfilm – Deák Kristóf, 2016). 2017-ben Oscar-díjjal tüntették ki
- A répa (magyar krimi – Lengyel Balázs, 2016)
- What If? (magyar-angol komédia, Juszt Balázs, 2016)[23]
- The Man Who Was Thursday / Az ember, aki csütörtök volt (amerikai-magyar-olasz-román misztikus thriller – Juszt Balázs, 2016)[24]
- Testről és lélekről (magyar filmdráma – Enyedi Ildikó, 2017). Arany Medve díjas, Oscar-díjra jelölve
- A monostor gyermekei / The Next Guardian (magyar-bhutáni-holland dokumentumfilm – Arun Bhattarai, Zurbó Dorottya, 2017)[25]
- Pappa Pia (magyar romantikus, zenés vígjáték –  Csupó Gábor, 2017)
- Eszméletlen (magyar fekete komédia sorozat - Deák Kristóf, 2017)[26]
- L.U.F.I. (magyar rövidfilm – Pusztai Ferenc, 2017)[27]
- Könnyű leckék  (magyar dokumentumfilm – Zurbó Dorottya, 2018) Magyar Filmkritikusok Díja (2019)
- BÚÉK (magyar filmdráma – Goda Krisztina, 2018) A Magyar Filmakadémia közönségdíja (2019)
- Lajkó – Cigány az űrben (magyar fekete komédia – Lengyel Balázs, 2018)
- Varjúháj (magyar rövidfilm – Pápai Pici, 2018)[28]
- Cseppben az élet (magyar életrajzi televíziós sorozat, 4 epizód a Béres csepp feltalálójáról – Gyöngyössy Bence, 2019)
- HajDani és MajDani (magyar rövidfilm – Deák Kristóf, 2019)
- Foglyok (magyar televíziós filmdráma – Deák Kristóf, 2019)
- Lili (kanadai-ausztrál-magyar történelmi dokumentumfilm – Hegedüs Péter, 2020)[29]
- Spirál (magyar filmdráma – Felméri Cecília, 2020)[30]
- Hab (magyar romantikus vígjáték – Lakos Nóra, 2020)[31]
- A feltaláló (magyar életrajzi dráma – Gyöngyössy Bence, 2020)[32]
- I Love You, Too (angol-magyar rövidfilm – Juszt Balázs, 2020)[33]
- Nagykarácsony (magyar romantikus vígjáték – Tiszeker Dániel, 2021)[34]
- A feleségem története (nemzetközi koprodukcióban forgatott romantikus filmdráma – Enyedi Ildikó, 2021)
- Így vagy tökéletes (magyar romantikus film – Varsics Péter, 2021)[35]
- Miles to Go Before She Sleeps (kínai dokumentumfilm – Mijie Li, 2022)
- Nyugati nyaralás (magyar krimivígjáték – Lévai Balázs, Tiszeker Dániel, 2022)
- Magasságok és mélységek (magyar életrajzi dráma – Csoma Sándor, 2022)[36]
- Az unoka (magyar thriller-filmdráma – Deák Kristóf, 2022)
- Ruxx (román romantikus vígjátéksorozat, 8 epizód – Iulia Rugina, Octav Gheorghe, 2022)[37]
- Tomi, Polli és a varázsfény / Tonda, Slávka a kouzelné světlo (cseh-magyar-szlovák animációs film – Filip Posivac, 2023)[38]
- Hallasz engem? / Can You Hear Me? (magyar-ausztrál dokumentumfilm – Hegedűs Péter, 2023)[39]
- A boldogság ügynöke (cseh-magyar-bhutáni dokumentumfilm – Arun Bhattarai, Zurbó Dorottya, 2024)[40]
- Alvilág / Subteran (román bűnügyi sorozat, 6 epizód – Octav Gheorghe, Anca Miruna Lazarescu, 2024)[41]
- Artery (magyar dokumentumfilm – Tiszeker Dániel, 2024)[42]
- Fratrum (magyar rövidfilm - Nagyistók Edit, 2025)[43]

### Színházi zenék (válogatás)
- Vinnai András: Szóvirágok (Dumaszínház, Jurányi Produkciós Közösségi Inkubátorház – rendező Kálmán Eszter, 2015.)[44]
- Rekviem (táncelőadás, Feledi Project – rendező-koreográfus Feledi János, 2016; felújítás 2020.)[45]
- Schell Judit, Finta Gábor: Gellérthegyi álmok - vizuális tánc- és színházi előadás, Karinthy Ferenc színdarabja nyomán - 2016.[46]
- OperaCinema - a film- és színpadi zene együttes varázsa (Magyar Állami Operaház, rendező Tiszeker Dániel, 2023; új bemutató 2025.)[47]

### További zeneművek (válogatás)
- Indián dalok - vegyeskarra (Indian Songs, 1996)[48]
- The Gathering Storm Suite - szimfonikus zenekarra (2003)[48]
- Hősök útja (Path of the Extraordinary, 2006)[48]
- Karácsonyi álom – kórusmű Zöldi Gergely versére (2017)[49]
- Rekviem - oratórium szoprán, alt, bariton szólóhangra, vegyeskarra, szimfonikus zenekarra és elektronikára (2019)
- Miserere mei Deus - vegyeskarra (a Spirál című filmhez, 2020)[50]
- Kozmikus galaxisok – orgonára (a 2021. évi nemzetközi Orgonák Éjszakája kötelező darabja)
- Háború és béke – jelenetek Lev Tolsztoj regényfolyamából, szimfonikus zenekarra (2023)[51]
- Fanfare Organico - orgonára (a 2024. évi nemzetközi Orgonák Éjszakája kötelező darabja)[52]
- Csöndes tűnődés – Tóth Árpád versein, szimfonikus zenekarra (2024)[53]